# قطعنامه ۱۵۳ شورای امنیت
قطعنامه ۱۵۳ شورای امنیت سازمان ملل متحد که در تاریخ ۲۳ اوت ۱۹۶۰ تصویب شد، سندی بین‌المللی دربارهٔ پذیرش اعضای جدید سازمان ملل متحد: گابن است. این قطعنامه طی نشست ۸۹۱ام با ۱۱ موافق، ۰ مخالف و ۰ ممتنع تصویب شد.